# Liên đoàn bóng đá Mozambique
Liên đoàn bóng đá Mozambique (tiếng Bồ Đào Nha: Federação Moçambicana de Futebol) là tổ chức quản lý, điều hành các hoạt động bóng đá ở Mozambique. Liên đoàn quản lý đội tuyển bóng đá quốc gia Mozambique, tổ chức các giải bóng đá như vô địch quốc gia và cúp quốc gia. Liên đoàn bóng đá Mozambique gia nhập CAF năm 1978 và FIFA năm 1980.